# Лемішка Ярослав Петрович
Ярослав Петрович Лемішка (нар. 26 липня 1961, с. Соснів Теребовлянського району Тернопільської області, Україна) — український оперний і камерний співак (тенор). Народний артист України (2011), професор. Чоловік Наталії Лемішки.

## Життєпис

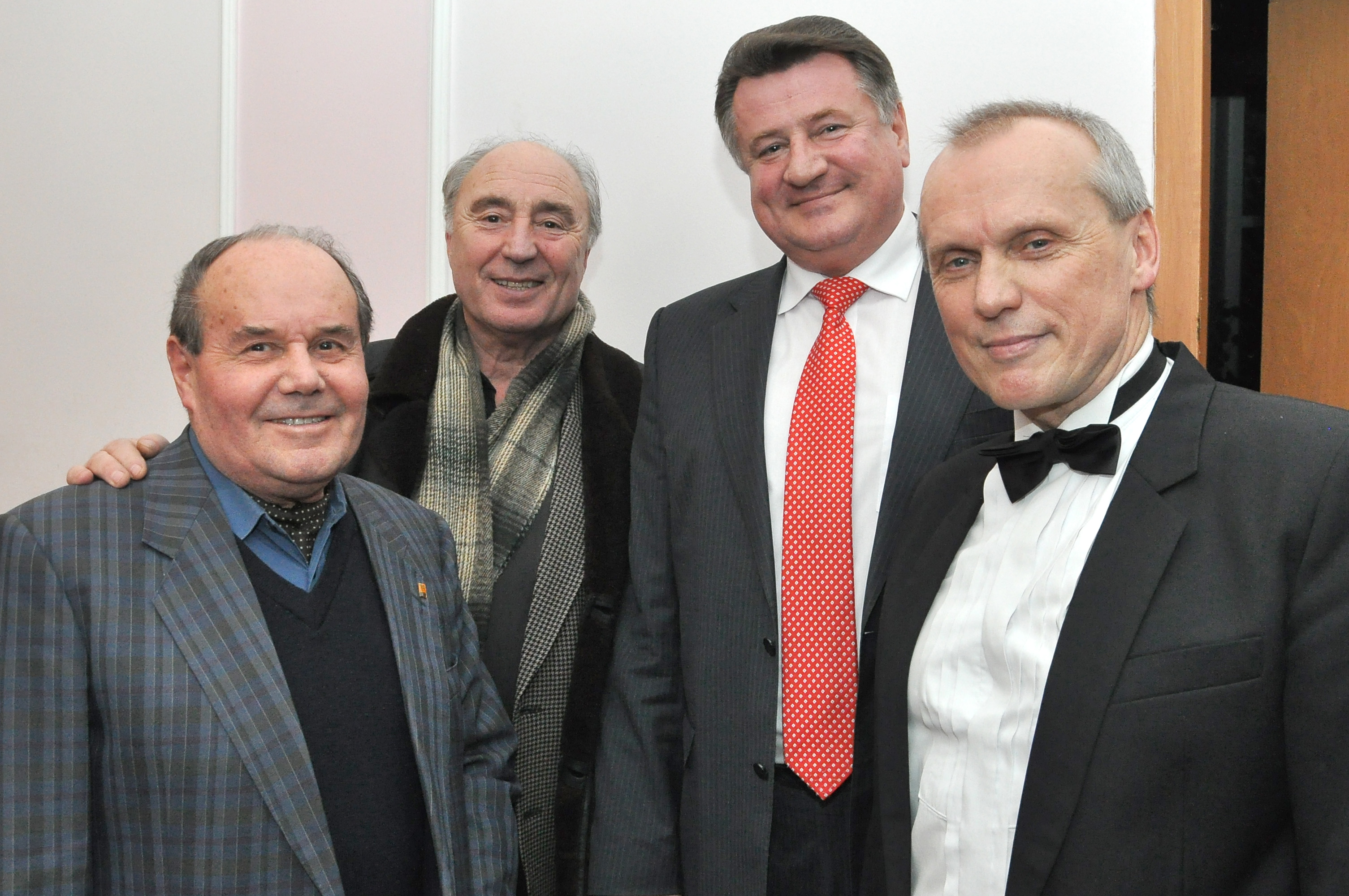
Українські музичні діячі Володимир Верней, В'ячеслав Хім'як, Ярослав Лемішка та Олександр Вацек під час концерту хорової капели «Орея» в Тернопільській обласній філармонії 11 лютого 2016 року.

Закінчив Тернопільське музичне училище, Київську консерваторію (1990, нині музична академія, клас Костянтина Огнєвого).
У 1990—1992 роках працював у Тернопільському драматичному театрі (нині академічний театр), де виконав партії Андрія («Запорожець за Дунаєм» Семена Гулака-Артемовського), Петра («Наталка Полтавка» Миколи Лисенка); згодом — вокаліст обласної філармонії, викладач вокалу Тернопільського державного педагогічного університету (нині ТНПУ).
Від липня 2007 — директор Тернопільської обласної філармонії.
Виступав у Бельгії, Голландії, Канаді, Німеччині, Польщі, США, Франції.
У репертуарі Ярослава Лемішки — романси, народні пісні, провідні арії з опер
- «Травіата» і «Ріголетто» Джузеппе Верді,
- «Тоска» Джакомо Пуччіні,
- «Любовний напій» Гаетано Доніцетті,
- «Шукачі перлів» і «Перська красуня» Жоржа Бізе,
- «Майська ніч» Миколи Римського-Корсакова,
- «Євгеній Онєгін» Петра Чайковського.

## Відзнаки
- Заслужений артист України (1997).
- Народний артист України (2011).
- Всеукраїнська літературно-мистецька премія імені Братів Богдана та Левка Лепких (2010).
- Людина року (2015).
- Почесний громадянин міста Тернополя (2021)[1].